# Tensión sexual no resuelta
Ne pas confondre avec le film argentin Tensión sexual: Violetas, sorti en 2013.
Pour plus de détails, voir Fiche technique et Distribution.
Tensión sexual no resuelta (Tension sexuelle non résolue) est un film espagnol réalisé par Miguel Angel Lamata, sorti en 2010.

## Synopsis
Jacinta est une romancière qui a fait sensation avec son nouveau livre "Tension Sexuelle non Résolue".
Ce livre intéressera Celeste qui rencontre notamment quelques problèmes avec son fiancé Juanjo, un professeur de littérature à l'université.
Juan (Fele Martinez) professeur d’université se fait abandonner une semaine avant son mariage. Sa fiancé Celeste (Salomé Jiménez) encouragée par la célèbre romancière Jazz (Norma Ruiz) tombe sous le charme plus ou moins particulier de Narco (Miguel Angel Munoz) un chanteur de hard rock aux mœurs étranges. Désespéré il demande de l’aide à ses élèves Nico (Adam Jezierski) expert en chantage et en manipulation pour tenter de percer le secret de ce changement d’attitude sans se douter que la clé se trouve dans son propre passé qui le rattrape aujourd’hui.

## Fiche technique
- Titre original : Tensión sexual no resuelta[3]
- Réalisation : Santiago Segura
- Scénario : Miguel Ángel Lamata (es)
- Production : Santiago Segura
- Musique : Roque Baños
- Pays d’origine :  Espagne
- Langue originale : espagnol
- Format : couleur
- Genre : Comédie
- Durée : 89 minutes
- Date de sortie : Espagne : 18 mars 2010

## Distribution
- Amaia Salamanca : María del Carmen Cervera del Hierro
- Fele Martínez : Juan José "Juanjo"
- Norma Ruiz : Jacinta "Jazz" Romero
- Salomé Jiménez : Celeste Blasco
- Pilar Rubio : Lucía
- Miguel Ángel Muñoz[2] : Nardo
- Adam Jezierski : Nicolás "Nico" Vidal
- Joaquín Reyes : Eduardo "Edu" Cubero
- Samuel Miró : Federico "Fede"
- Marianico el Corto : El Retaco
- Santiago Segura : Pedro
- Mayte Navales